# Parque Artigas de Sauce
El Parque Municipal "Gral. José Gervasio Artigas" conocido como Parque Artigas de Sauce, es un jardín botánico que está ubicado en la ciudad de Sauce, Canelones, Uruguay. Tiene una reserva forestal con una variedad de especies y 13 hectáreas de extensión.

## Historia

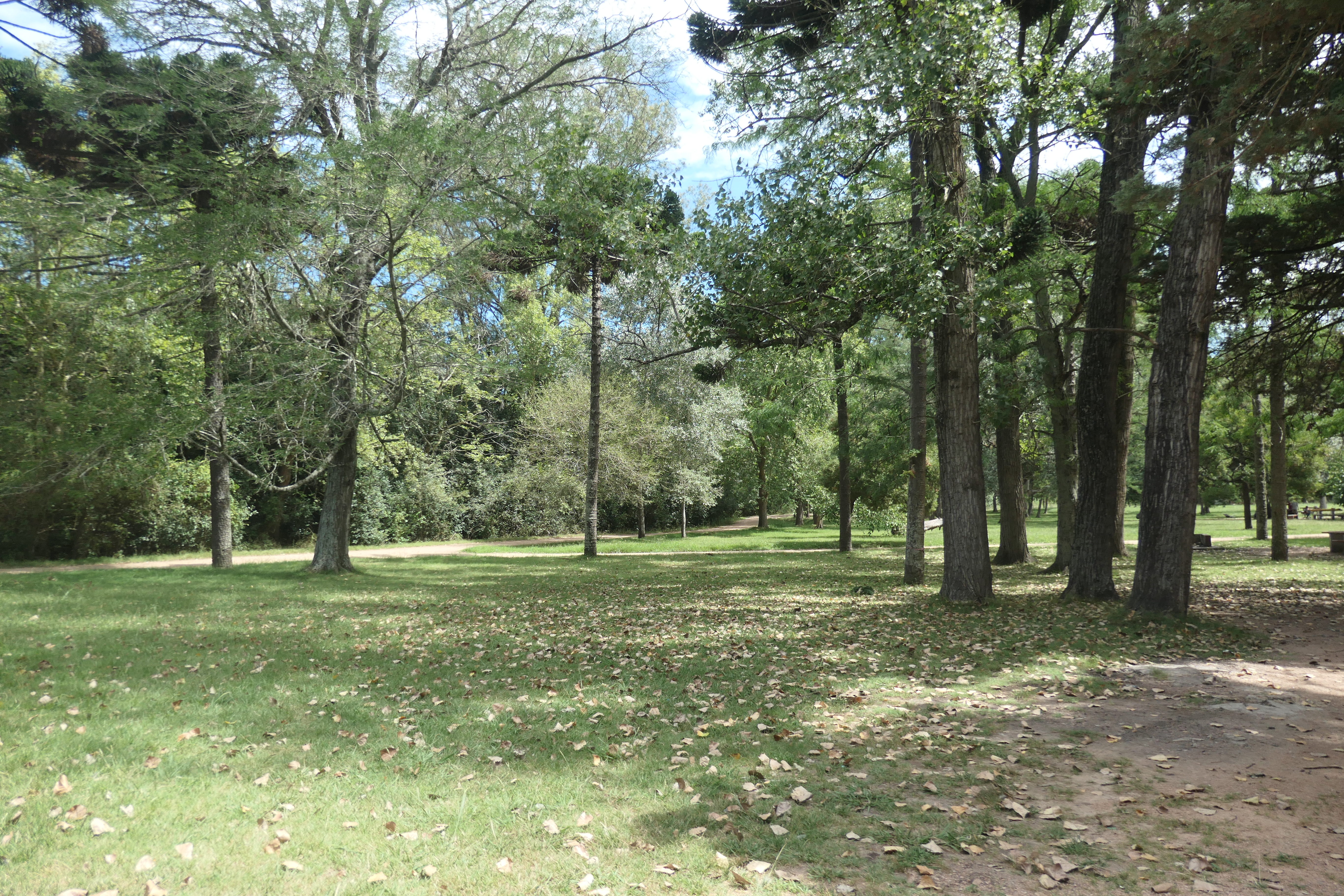
Vista de un camino interno del parque.

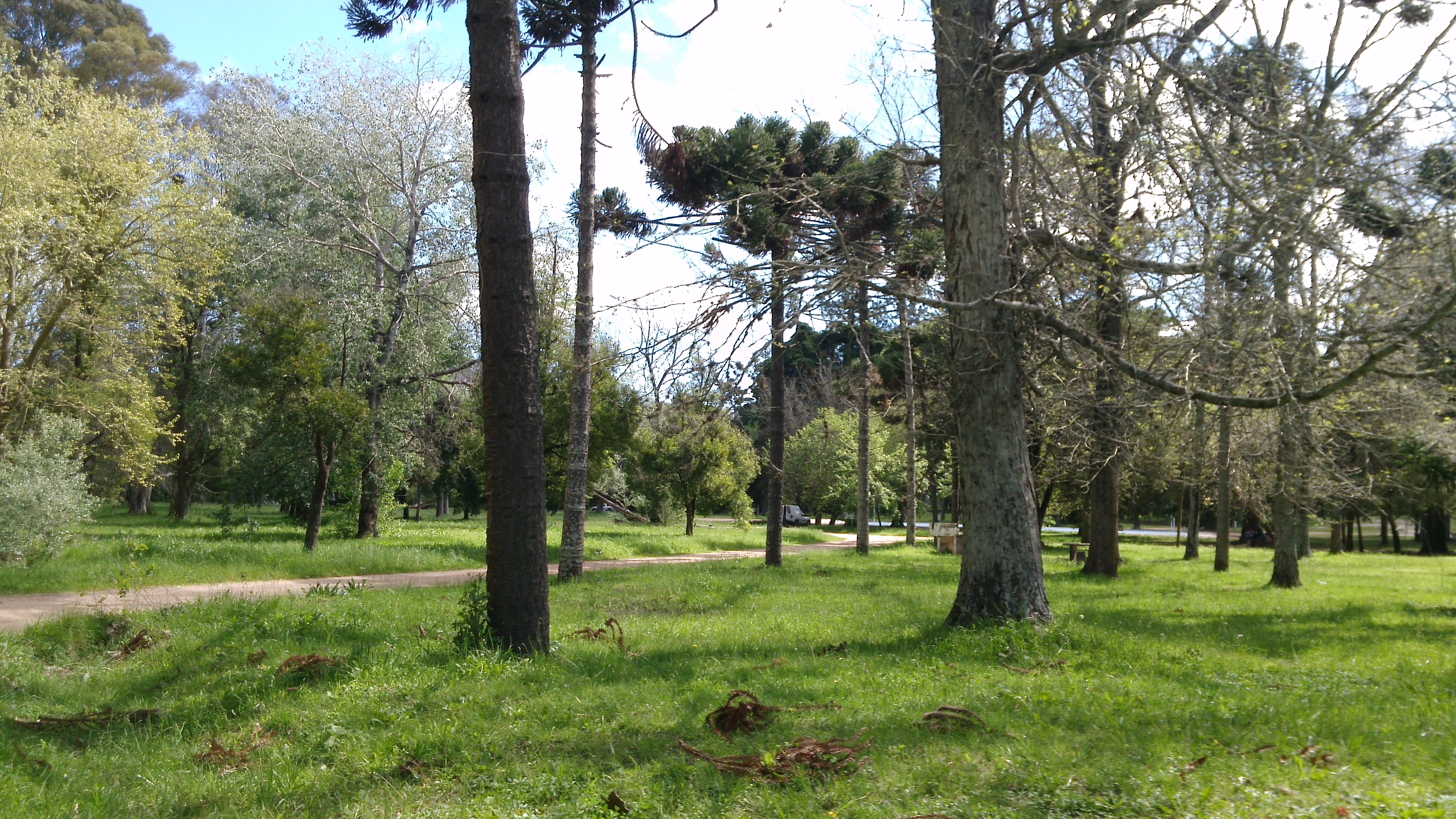
Vista de las araucarias.

El Parque fue inaugurado en 1932, diseñado por el Ingeniero Rubbo.
El Estado uruguayo compró la extensión territorial a los Fures, una de las familias más antiguas de la Ciudad de Sauce. Las piedras con las que se levantó la Parroquia Sagrada Familia de Sauce, fueron extraídas del suelo del parque. En la entrada al Parque Artigas de Sauce sobre la ruta 67 se encuentra un cartel informativo con el texto: "Estancia Artigas Pascual 1749-1836. Azotea Jardín Botánico".

## Forestación
Hay muchas especies forestales exóticas cultivadas en 13 hectáreas, comprendiendo la diversidad forestal del Uruguay. 
En 1986, el Parque Artigas de Sauce fue nombrado Jardín Botánico. Tiene una variedad de hierbas medicinales y miles de árboles, tales como secuoyas, araucarias, robles, alcornoques y cipreses calvos. Habitan gatos monteses, zorros, búhos y lechuzas de campanario.

## Turismo
En el parque se llevan a cabo diversos eventos públicos a nivel local, y a nivel interdepartamental, e internacional, como la Fiesta de la Cerveza donde se ofrece una Expo Feria, Parque de diversiones, Plaza de comidas, espectáculos musicales como: canto popular, murgas, payadores y gran cantidad de bandas de Rock.